# Powiat Feldkirch
Powiat Feldkirch (niem. Bezirk Feldkirch) – powiat w zachodniej Austrii, w kraju związkowym Vorarlberg. Siedziba powiatu znajduje się w mieście Feldkirch. Do 1969 w granicach powiatu znajdował się dzisiejszy powiat Dornbirn.

## Geografia
Powiat znajduje się w dolinie Renu, graniczy na zachodzie ze Szwajcarią (kanton St. Gallen) i Liechtensteinem, na wschodzie z powiatem Dornbirn i na południu z powiatem Bludenz. Północno-wschodnie krańce powiatu znajdują się w Lesie Bregenckim.

## Podział administracyjny
Powiat podzielony jest na 24 gminy, w tym jedną gminę miejską (Stadt), trzy gminy targowe (Marktgemeinde) oraz 20 gmin wiejskich (Gemeinde).
| Miasta (czerwony) 1. Feldkirch (35 793) Gminy targowe (niebieski) 1. Frastanz (6699) 2. Götzis (12 041) 3. Rankweil (12 150) | Gminy (zielony) 1. Altach (6970) 2. Düns (432) 3. Dünserberg (154) 4. Fraxern (726) 5. Göfis (3327) 6. Klaus (3073) 7. Koblach (4857) 8. Laterns (709) 9. Mäder (4183) 10. Meiningen (2424) 11. Röns (376) 12. Röthis (2200) 13. Satteins (2761) 14. Schlins (2568) 15. Schnifis (789) 16. Sulz (2640) 17. Übersaxen (635) 18. Viktorsberg (432) 19. Weiler (2304) 20. Zwischenwasser (3375) |
| (stan liczby mieszkańców 1 stycznia 2023)                                                                                    | |